# Ammobates
Ammobates is een geslacht van bijen uit de onderfamilie Nomadinae van kleptoparasitaire bijen. De wetenschappelijke naam is voor het eerst geldig gepubliceerd in 1809 door Latreille.
Wijfjes van de Nomadinae leggen hun eitjes in de wand van een nestcel van een andere bijensoort wanneer die afwezig is. Nadat die de nestcel heeft afgesloten komt de parasietlarve uit, doodt de gastheerlarve en voedt zich met de voorraad die de gastvrouw had aangelegd.
Er zijn slechts enkele soorten waarvan de gastheersoorten gekend zijn. Ammobates punctatus bijvoorbeeld is een kleptoparasiet van Anthophora bimaculata. Vermoedelijke gastheersoorten behoren tot de bijengeslachten Ancyla, Tetraloniella en Anthophora.
Ammobates komen voor in het Palearctisch gebied, van Portugal en Marokko tot in Oezbekistan en India, maar vooral rond de Middellandse Zee. Enkel de soort Ammobates auster komt voor in het Afrotropisch gebied (Namibië en Zuid-Afrika).

## Soorten[5]
- A. ancylae (Warncke, 1983)
- A. armeniacus Morawitz, 1876
- A. assimilis (Warncke, 1983)
- A. atrorufus (Warncke, 1983)
- A. aurantiacus Popov, 1951
- A. auster Eardley, 1997
- A. baueri (Warncke, 1983)
- A. biastoides Friese, 1895
- A. buteus (Warncke, 1983)
- A. cinnamomeus Engel, 2008
- A. cockerelli Popov, 1951
- A. chinospilus Baker, 1974
- A. depressus Friese, 1911
- A. dubius Benoist, 1961
- A. dusmeti Popov, 1951
- A. handlirschi Friese, 1895
- A. hipponensis Pérez, 1902
- A. iranicus (Warncke, 1983)
- A. latitarsis Friese, 1899
- A. lativalvis Popov, 1951
- A. lebedevi Popov, 1951
- A. mavromoustakisi Popov, 1944
- A. maxschwarzi Engel, 2008
- A. minor (Pérez, 1902)
- A. minutissimus Mavromoustakis, 1959
- A. monticolus Warncke, 1985
- A. muticus Spinola, 1843
- A. mutinensis Heinrich, 1977
- A. nigrinus Morawitz, 1875
- A. niveatus (Spinola, 1838)
- A. obscuratus Morawitz, 1894
- A. opacus Popov, 1951
- A. oraniensis (Lepeletier, 1841)
- A. oxianus Popov, 1951

- A. persicus Mavromoustakis, 1968
- A. punctatus

Zandloperbij (Fabricius, 1804)
- A. robustus Friese, 1896
- A. roseus Morawitz, 1895
- A. rostratus Friese, 1899
- A. rufiventris Latreille, 1809
- A. sanguineus Friese, 1911
- A. semitorquatus (Warncke, 1983)
- A. similis Mocsáry, 1894
- A. solitarius Nurse, 1904
- A. syriacus Friese, 1899
- A. teheranicus Mavromoustakis, 1968
- A. turanicus Popov, 1951
- A. verhoeffi Mavromoustakis, 1959
- A. vinctus Gerstäcker, 1869